# Szövegnyelvészet
A szövegnyelvészet a szövegek tanulmányozásának általános elmélete. Nyelvészeti diszciplína, a szövegek vizsgálatának általános elméletévé, interdiszciplináris tudománnyá vált.
Vizsgálatának tárgya a szöveg. A nyelvi rendszer a langue tagolásában a következő szinten helyezkedik el: hang – szó – mondat – szöveg.
A szövegnyelvészet meghatározása közben számos különböző véleménnyel találkozhatunk. Eltérően értelmezik a szövegnyelvészet tárgyát, feladatkörét, ágait, vizsgálati módjait és alapvető kategóriáját, a szöveget.

## A szöveg fogalma
A szövegnyelvészet alapfogalma a szöveg. A szöveg fogalmába nem csak az írott, hanem a beszélt megnyilatkozások is beletartoznak. A szöveg egyaránt lehet nyelvhasználati (a parole-ba tartozó, az üzenettel azonosítható) jelenség, vagy a nyelvi rendszer (a langue, kompetencia, kód) része. 
A szöveg egységes egészként ható nyelvi forma, amelynek közvetlen összetevői, alkotóelemei hosszabb-rövidebb mondatsorozatok. Hogy egységes egészként ható nyelvi forma, azt elhatároltsága is bizonyítja: van eleje és vége, illetve jól észrevehető belső tagolódása van. 
Nyelvhasználati egység, amely egységes egészet alkot, bármilyen terjedelmű írott vagy beszélt részlet. 
A generatív szemlélet alapján a langue-nak megfelelő kompetenciáról beszélnek, amit a szöveg szintjén szövegkompetenciának lehet nevezni. Ez a mondatok generálásához hasonlóan szövegalkotás képességét jelenti és magába foglalja azokat a szabályokat, amelyek a szövegek explicit leírását biztosítják.

## A szövegnyelvészeti kutatások irányai
A szövegnyelvészet olyan nyelvtudományi ág, amelyet sajátos tárgya, a mondatfelettiség, a szöveg alapján különíthetünk el. Feladatkörébe tartozik egyrészt alapfogalmának, a szövegnek a meghatározása és elhatárolása mindattól, ami nem szöveg, másrészt ebből következően a szövegek leírásához szükséges elmélet és módszer kidolgozása. Ez a leírás (elemzés) mind a szövegek létrehozásának, mind pedig befogadásának (megértésének, elfogadhatóságának, hatásának) a vizsgálatát is magába foglalja.
A feladatok számbavételében egymással összefüggő kettős lehetőségekre utal:
1. a szövegkompetencia – tehát a szöveg, mint a kompetencia, más szemlélet alapján: a szöveg, mint langue-jelenség – vagy tényleges szövegek, tehát parole-jelenségek leírása. 
2. globális vagy részleges leírás (ez utóbbi esetben egy szöveg leírása egy más célú, jellegű leírás része). 
3. elméleti (tehát ami egy szövegelmélet kidolgozásában csúcsosodik ki). 
4. gyakorlati jellegű kutatás (a cél a leírás vagy a magyarázat, értelmezés).
A pragmatikai szövegelmélet alapján a cselekvés kerül előtérbe: a szövegnyelvészet feladata a szövegeknek a nyelvi cselekvésekkel lehetséges összefüggéseiben való leírása. A kommunikációelméleti felfogás természetszerűleg a szöveget, mint kommunikációs egységet szemléli: a szövegnyelvészet feladata a kommunikációs egységek létrehozásának kutatása. Egy szöveglogikai elmélet pedig a vizsgálat formális jellegét emeli ki: a szövegnyelvészet feladata a szövegek leírásához szükséges formális apparátus bizonyítása.
A szövegnyelvészet hármas felosztása: 1. Szövegtudományok. Minden olyan tudomány foglalata, amely szöveggel vagy szövegekkel is foglalkozik, pontosabban, amelyben a szöveggel való foglalkozásnak kiemelkedő, de legalábbis különös szerepe van. Ilyen például az irodalomtudomány, a történettudomány, a filozófia, vagy a jogtudomány. Fontos vizsgálati tárgy és jelentős módszertani kérdés mindegyikben a szövegértelmezés, illetőleg tágabb szférában a szövegalkotás és a szövegbefogadás sokféle vonatkozása. 
2. Szövegnyelvészet. Ennek feladatkörébe a központi egységnek tartott szöveg vizsgálata tartozik. 3. Textológia. Más néven szövegtan. Olyan rendszeres és integráló erejű tudomány, hisz a szövegnyelvészettől eltérően a szöveg minden vonatkozására figyelemmel van a két alapfolyamat, a szövegalkotás és szövegbefogadás vizsgálatában.

## Elnevezések
A szövegnyelvészet elnevezés világviszonylatban távolról sem általános.
- szövegelmélet: az irodalomelmélet, nyelvelmélet analógiáját jelzi. Használata mellett szól, hogy a szövegnyelvészet elméleti jellegű tudomány. Ellene szól viszont, hogy a szövegnyelvészet sok és sokféle ’szövegelméletből’ áll, emiatt el kell különíteni a szóban forgó diszciplínát megnevező szövegelméletet az egy-egy egyedi elméletre utaló szövegelmélettől.
- szövegtudomány: szórványosabb elnevezés, egy és tágabb körű tudomány neveként szolgál
- diskurzuselemzés
- szövegszemiotika: a szövegnyelvészet egyik, többek szerint egyedüli forrására utal
- szövegkommunikáció interdiszciplináris vizsgálata
- nyelvi szövegek általános szemiotikai vizsgálata

## Ágai
A szövegnyelvészetnek a következő ágait különíthetjük el: szövegfonetika, szöveggrammatika, szövegszemantika, szövegpragmatika és a szöveg tartalmát tanulmányozó tárgy.
Másfajta felosztások:
Ballmer: a szövegvizsgálat két szféráját határolja el; az első ág, miképp alkotják és hozzák létre, a második ág, miképp elemzik, értelmezik a szövegeket.
Brinker: a szövegnyelvészet három részterületét tartja számon: szöveggrammatika (szemantika, szintaxis), szövegpragmatika, szövegtematika.
Zsilka: 1. szöveggrammatika (a mondatsorozatok, a metaforizáció és a kompozíciós forma vizsgálata). 2. kontextuális grammatika (a szövegek közötti, tehát intertextuális kapcsolatok és a valóságra való vonatkozások vizsgálata).
Stierle: 1. szövegszemiotika, 2. szövegpragmatika, 3. szövegpoétika.

## Interdiszciplináris jelleg
A szövegnyelvészet tudományközi jellegét, sok tudományhoz való kapcsolódását két okkal magyarázhatjuk: az egyes szövegelméletek forrásainak sokszínűségével és a szövegnyelvészet széles alkalmazási lehetőségeivel.
Összefonódik a grammatikaelméletekkel, a szemiotikával, a kommunikációelméletekkel, a cselekvés- és beszédelméletekkel.

## A szöveg és a stílus kapcsolata
A stilisztikai elemzés elméletének legfőbb elvei a szöveg és a stílus fogalmából, a két fogalom kapcsolatából, kimutatható egységéből fakadnak. A stílus a szöveg kísérő jelensége a szövegalkotás módozata.
Az összehasonlító stilisztika régi ága a stilisztikának, mégis egy idő óta kevésbé számon tartott, kevésbé művelt diszciplína, mintha már nem lenne fejlődőképes. Ebből a helyzetéből következik, hogy újításra, javításra, jobb megalapozásra vár, amiben jelentős szerepe lehet a szövegtannak, és ami miatt szükségesnek látszik egy összehasonlító szövegtan kialakítása, ami a két tudomány összefüggésrendjében analógja lehet az összehasonlító stilisztikának. Egy ilyen szövegtani diszciplína kifejlesztését, valamint az összehasonlító stilisztika megújítását, javítását a tudományok mai tendenciái is indokolnák, hisz a szövegtanban és a stilisztikában, valamint mindkettő tudományközi kapcsolataiban is szükséges az egymással összefüggő, egymást erősítő, olykor ugyan egymással ellentétes, de végül is egy közös cél, a tudomány egysége felé haladó irányzatok, törekvések támogatása, mint amilyen például a differenciálódás, specializálódás és ugyanakkor az integráció is.
Az összehasonlító stilisztika újból való átgondolása, megújítása, javítása egy kettős feladatkörhöz kötődik:
1) kiterjesztése tárgyköre bővítésével, azaz vizsgálatok a stilisztika valamennyi ágában (hangsúlyozva azt, hogy) egy nyelven belül és nyelvek között, továbbá a leírás mellett történeti megközelítés is, aztán társtudományainak idevonása, eredményeinek hasznosítása, valamint más művészetek (festészet, szobrászat, zene) figyelembevétele;
2) elméleti alapjai korszerűsítése, amit elsősorban a szemiotika biztosít, és ez ismét a szövegtan, egy szemiotikai szövegtan irányába mutat.

## Külső hivatkozások
- http://mnytud.arts.unideb.hu/off_text/5/index.html